# Athabasca (jezero)
Athabaska (anglicky Lake Athabasca) je jezero na hranici provincií Alberta a Saskatchewan na západě Kanady v horní části povodí řeky Mackenzie. Jde o jezero ledovcovo-tektonického původu. Má rozlohu 7850 km². Je 283 km dlouhé a maximálně 50 km široké. Průměrně je hluboké 120 m a dosahuje maximální hloubky 243 m. Leží v nadmořské výšce 213 m.

## Pobřeží
Jezero je protáhnuté ve tvaru půlměsíce z východu na západ. Severní břehy jsou vysoké a skalnaté, jižní jsou nízké.

## Dno
Západní část je mělká a východní část dosahuje hloubky do 60 m.

## Vodní režim
Na západním konci se do jezera vlévá řeka Athabasca a na východním konci odtéká Otročí řeka.

## Vlastnosti vody
Zamrzá na konci října a rozmrzá v červnu.

## Fauna a flóra
Na jezeře je rozvinuté rybářství.

## Osídlení pobřeží
Na břehu se nacházejí zlatá naleziště Gold Fields, Camsell-Portidge aj. Na severním břehu se nacházejí ložiska uranových rud (Uranium City).